# Stanisław Krzypkowski
Stanisław Krzypkowski (ur. 6 lipca 1938 w Warszawie) – polski lekkoatleta, sprinter.
Wicemistrz Polski w sztafecie 4 × 100 metrów (1958).
Absolwent Politechniki Warszawskiej (1967) – inżynier budownictwa.

## Rekordy życiowe
- Bieg na 100 metrów – 11,1 (1957)[1]
- Bieg na 200 metrów – 22,6 (1957)[1]